# Robecq

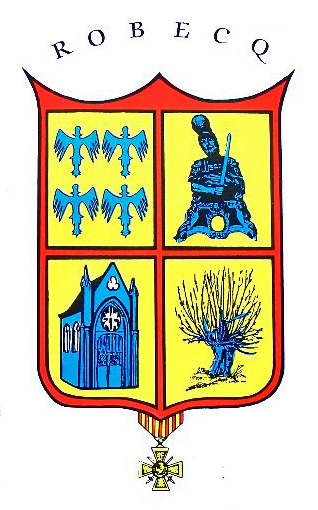
Antic escut de Robecq

Robecq és un municipi francès situat al departament del Pas de Calais i a la regió dels Alts de França. L'any 2007 tenia 1.195 habitants.

## Demografia

### Població
El 2007 la població de fet de Robecq era de 1.195 persones. Hi havia 438 famílies de les quals 77 eren unipersonals (35 homes vivint sols i 42 dones vivint soles), 150 parelles sense fills, 188 parelles amb fills i 23 famílies monoparentals amb fills.
La població ha evolucionat segons el següent gràfic:
Habitants censats

### Habitatges
El 2007 hi havia 491 habitatges, 448 eren l'habitatge principal de la família, 9 eren segones residències i 33 estaven desocupats. 480 eren cases i 8 eren apartaments. Dels 448 habitatges principals, 389 estaven ocupats pels seus propietaris, 45 estaven llogats i ocupats pels llogaters i 13 estaven cedits a títol gratuït; 7 tenien dues cambres, 36 en tenien tres, 65 en tenien quatre i 339 en tenien cinc o més. 384 habitatges disposaven pel capbaix d'una plaça de pàrquing. A 156 habitatges hi havia un automòbil i a 253 n'hi havia dos o més.

### Piràmide de població
La piràmide de població per edats i sexe el 2009 era:
| Homes | Edats   | Dones |
| ----- | ------- | ----- |
| 0     | 95 o +  | 0     |
| 0     | 90 a 94 | 0     |
| 8     | 85 a 89 | 8     |
| 4     | 80 a 84 | 0     |
| 28    | 75 a 79 | 20    |
| 20    | 70 a 74 | 28    |
| 32    | 65 a 69 | 36    |
| 20    | 60 a 64 | 36    |
| 20    | 55 a 59 | 12    |
| 28    | 50 a 54 | 48    |
| 40    | 45 a 49 | 24    |
| 40    | 40 a 44 | 36    |
| 56    | 35 a 39 | 32    |
| 44    | 30 a 34 | 56    |
| 44    | 25 a 29 | 36    |
| 24    | 20 a 24 | 40    |
| 28    | 15 a 19 | 44    |
| 32    | 10 a 14 | 36    |
| 24    | 5 a 9   | 28    |
| 28    | 0 a 4   | 20    |

## Economia
El 2007 la població en edat de treballar era de 758 persones, 544 eren actives i 214 eren inactives. De les 544 persones actives 505 estaven ocupades (276 homes i 229 dones) i 39 estaven aturades (16 homes i 23 dones). De les 214 persones inactives 83 estaven jubilades, 61 estaven estudiant i 70 estaven classificades com a «altres inactius».

### Ingressos
El 2009 a Robecq hi havia 480 unitats fiscals que integraven 1.280,5 persones, la mediana anual d'ingressos fiscals per persona era de 18.840 €.

### Activitats econòmiques
Dels 29 establiments que hi havia el 2007, 1 era d'una empresa alimentària, 6 d'empreses de construcció, 5 d'empreses de comerç i reparació d'automòbils, 2 d'empreses de transport, 2 d'empreses d'hostatgeria i restauració, 2 d'empreses financeres, 2 d'empreses immobiliàries, 3 d'entitats de l'administració pública i 6 d'empreses classificades com a «altres activitats de serveis».
Dels 11 establiments de servei als particulars que hi havia el 2009, 1 era una autoescola, 2 paletes, 2 fusteries, 1 lampisteria, 3 perruqueries, 1 restaurant i 1 agència immobiliària.
Dels 2 establiments comercials que hi havia el 2009, 1 era una botiga de menys de 120 m² i 1 una fleca.
L'any 2000 a Robecq hi havia 20 explotacions agrícoles que ocupaven un total de 663 hectàrees.

## Equipaments sanitaris i escolars
El 2009 hi havia una escola elemental.

## Poblacions més properes
El següent diagrama mostra les poblacions més properes.